# Idioma mataco

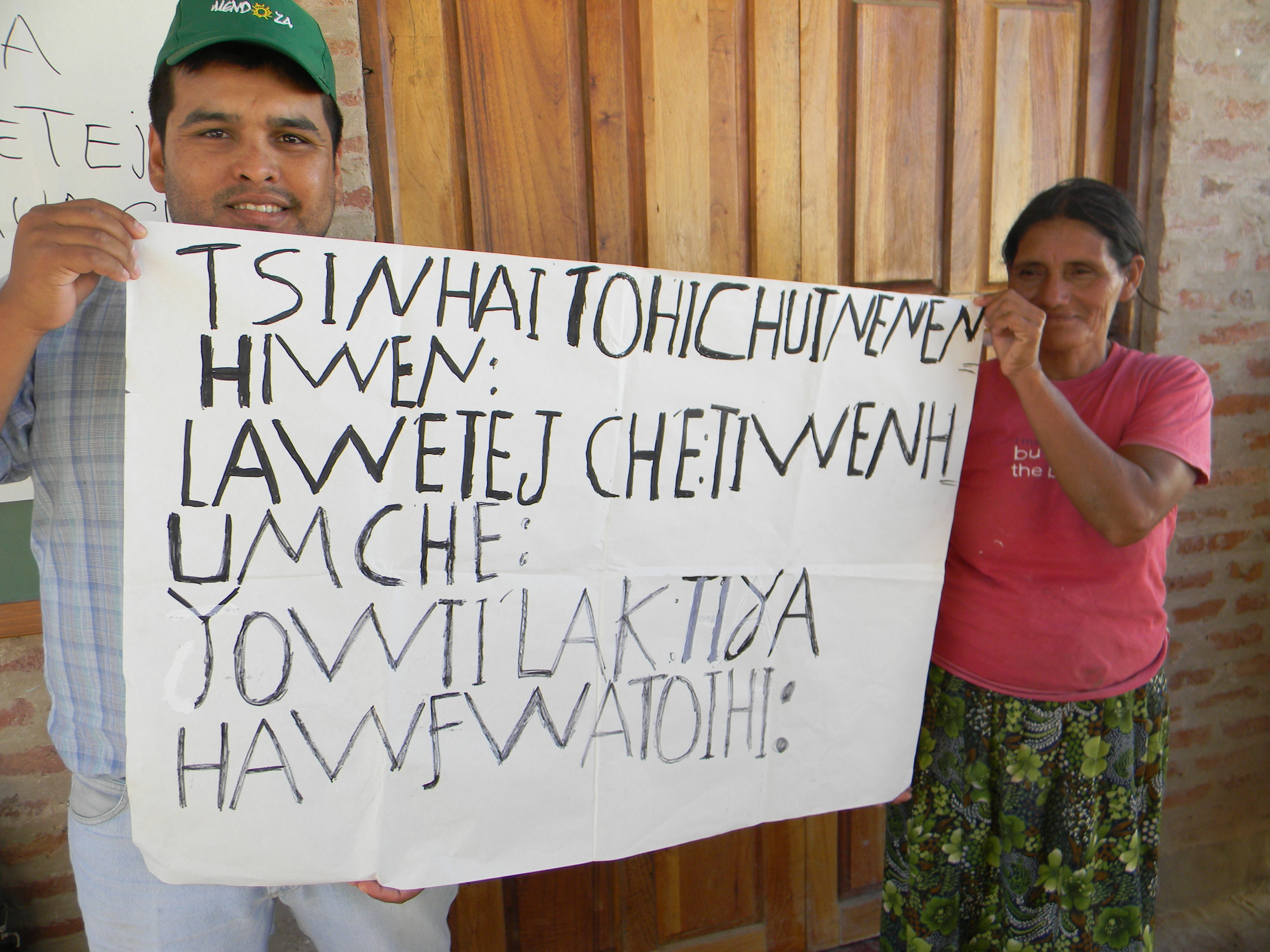
Cartel en idioma wichí en Coronel Juan Solá, provincia de Salta, Argentina.

El idioma mataco, wichí, weenhayek o wichí lhämtes es la lengua de los pueblos cazadores amerindios y recolectores del bosque seco tropical del sur de Bolivia y del norte de Argentina. Sus hablantes pertenecen a una entidad lingüística llamada 'mataco', o últimamente en Argentina 'wichí', que en total suma unos 40 000 individuos que hablan idiomas o dialectos similares o relacionados (Alvarsson y Claesson, 2012). 
Es uno de los idiomas oficiales de la provincia del Chaco en Argentina. Desde la promulgación del decreto supremo N.º 25894 el 11 de septiembre de 2000 el weenhayek es una de las lenguas indígenas oficiales de Bolivia, lo que fue incluido en la Constitución Política al ser promulgada el 7 de febrero de 2009.

## Aspectos históricos, sociales y culturales

### Situación actual
Según los datos proporcionados en Crevels y Muysken (2009: 15) y Crevels (2012: 171), en Bolivia, el weenhayek cuenta con 1929 hablantes y, por lo tanto, es una lengua que se encuentra en peligro, siendo la amenaza más importante para su subsistencia la predominancia política y social del idioma castellano. 

En cuanto al grupo étnico, Alvarsson y Claesson (2012) señalan que los ’weenhayek subsisten principalmente de la recolección, la pesca y la caza. Durante siglos, estas actividades eran, además, complementadas con la migración por el trabajo, que les permitía obtener alimentos básicos, tales como el maíz, y, en el último siglo, dinero en efectivo y bienes de consumo occidentales. Sin embargo, como indican los autores, después de la mecanización de los molinos de caña en Argentina en los años sesenta, estas migraciones han cesado casi totalmente y han sido reemplazadas por trabajo espontáneo como jornaleros. 

Alvarsson y Claesson (2012) señalan, además, que a pesar del desorden social y la conversión a una versión indianista del pentecostalismo, la cultura ’weenhayek parece ser sorprendentemente resistente. Así, la mitología tradicional sigue siendo ampliamente conocida, incluso entre los niños. Este saber popular constituye, probablemente, uno de los factores más importantes para la preservación de una identidad ’weenhayek particular.

### Aspectos históricos
Los ’weenhayek estuvieron bastante aislados hasta el siglo XIX, aunque debido a las visitas ocasionales y las migraciones de trabajo estacionales, llegaron a tener conocimiento de primera mano sobre otras culturas y civilizaciones, tales como la cultura inca. A pesar de estos contactos, los weenhayek mantuvieron una cultura soberana e independiente en su hábitat tradicional. Sin embargo, como señalan Alvarsson y Claesson (2012), a finales del siglo XIX la influencia del exterior cobró impulso. En 1866, los misioneros franciscanos fundaron la misión de San Antonio de la Peña a orillas del río Pilcomayo, dedicada exclusivamente a los ’weenhayek y orientada a introducir una especie de “educación formal”. Sin embargo, después de algunos años esta misión fue abandonada. En el siglo XX, ocurrieron hechos que afectaron seriamente a los weenhayek, siendo el más devastador el conflicto de cuatro años de duración entre Bolivia y Paraguay en los años treinta, conocido como la guerra del Chaco. Esta guerra fue desastrosa para la situación sociocultural de los weenhayek. Como señala Alvarsson, después de la guerra, los weenhayek quedaron ‘libres’ de nuevo, aunque en realidad este término tenía entonces otro matiz, asociado con ‘conquistados’ y ‘pacificados’.

## Clasificación
Como señalan Alvarsson y Claesson (2012), el ’weenhayek es miembro de las lenguas mataco (wichí). Si es que debe ser considerado un ‘dialecto’ o un ‘idioma’ separado es meramente una cuestión de definición. Debido a que existe cierto grado de inteligibilidad entre las variedades lingüísticas adyacentes y no existe ninguna frontera nacional involucrada, las variantes del mataco serían clasificadas normalmente como ‘dialectos’. Sin embargo, como señalan los autores, los hablantes de las áreas alejadas no se entienden entre sí, por lo tanto, se genera una situación en la que no existe ni un ‘mataco estándar’ ni un ‘idioma materno’ con dialectos como variantes de ese idioma particular. Por esta razón, los autores prefieren describir la situación de las lenguas mataco, siguiendo la propuesta de Braunstein, como una 'cadena lingüística', esto es, como conjuntos discretos y contiguos con variaciones constantes y sistemáticas; así, si es que segmentos contiguos hablan dialectos o variantes inteligibles, éste no es el caso de los segmentos más alejados (Braunstein, 2003:19, citado en Alvarsson y Claesson, 2012).

## Descripción lingüística

### Fonología
El sistema consonántico del weenhayek se caracteriza por ser bastante extenso y complejo (Alvarsson y Claesson, 2012). Por un lado, se registran 16 consonantes simples, como se observa en el cuadro 1, pero además existen veintiséis consonantes complejas que se caracterizan por presentar un componente laríngeo. Con las oclusivas y africadas se produce, entonces, una serie paralela de sonidos glotalizados y otra serie paralela de sonidos aspirados, como se aprecia en el cuadro 2: 
|                    | Bilabiales | Dentales | Palatales | Velares | Uvular | Laríngeos |
| Oclusiva           | p          | t        |           | k       | q      | ʔ         |
| Oclu. labializada  |            |          |           | (kw)    |        |           |
| Oclu. palatalizada |            |          |           | ky      |        |           |
| Africada           |            | ts       |           |         |        |           |
| Fricativas         |            | s        |           | x       |        | h         |
| Fric. labializada  |            |          |           | xw      |        |           |
| Laterales          |            | l        |           |         |        |           |
| Nasales            | m          | n        |           |         |        |           |
| Semivocales        | w          |          | y         | (w)     |        |           |
|              | Oclusivas | Oclusivas | Oclusivas | Oclusivas | Oclusivas | Africadas |
| Simples      | p         | t         | k, kw     | ky        | q         | ts        |
| Glotalizadas | pʔ        | tʔ        | kʔ, kwʔ   | kyʔ       | qʔ        | tsʔ       |
| Aspiradas    | ph        | th        | kh        | kyh       | qh        | tsh       |

En cuanto al sistema vocálico, se distinguen los siguientes seis fonemas (Alvarsson y Claesson, 2012): 
|          | Anteriores | Posteriores |
| -------- | ---------- | ----------- |
| Cerradas | i          | u           |
| Medias   | e          | o           |
| Abiertas | a          | ɑ           |

### Léxico y clases de palabras
A continuación se mencionan algunas características del weenhayek en cuanto al léxico y clases de palabras (Alvarsson y Claesson, 2012):
- Sobre la base de criterios formales, se distinguen las siguientes categorías en el weenhayek: sustantivos, pronombres, verbos, adverbios, conjunciones, interjecciones y numerales.
- En cuanto a los sustantivos, estos no presentan ni géneros ni casos y tampoco se expresa el carácter definido o indefinido mediante artículos. Sí se marca, sin embargo, el número plural, a tavés de sufijos.
- El weenhayek presenta los siguientes pronombres personales libres:

| Persona | Singular      | Plural                      |
| 1       | ’olhaam’      | ’olhaamelh (PE)             |
| 1       | ’olhaam’      | ’inaamelh (PI)              |
| 2       | ’aam’         | ’aameyh, ’aameyayh, ’aamelh |
| 3       | lhaam’, lham’ | lhaamelh                    |

- El weenhayek presenta los siguientes numerales:

| (1) | ’iwehyáalhah (o hààtejwaji’)             | 'uno'                     |
|     | nitàk (o nitààkjwas)                     | 'dos'                     |
|     | laajtumjwáya’                            | 'tres'                    |
|     | tumwek                                   | 'cuatro'                  |
|     | ’nookey ’iwehyáalhah                     | 'cinco (una mano)'        |
|     | ’nookey ’iwehyáalha ’ii’pe ’iwehyáalhah  | 'seis (una mano más uno)’ |
|     | ’nookey ’iwehyáalha ’ii’pe nitàk         | ‘siete’                   |
|     | ’nookey ’iwehyáalha ’ii’pe laajtumjwáya’ | ‘ocho’                    |
|     | ’nookey ’iwehyáalha ’ii’pe tumwek        | ‘nueve’                   |
|     | tijwek                                   | ‘diez’                    |

- Los verbos expresan acciones, p.ej. ’o-kyàj ‘lo compro’, procesos, p.ej. ’yúho’ ‘arde’, y estados, p.ej. ’o-mà’ ‘duermo’, y se distinguen por características morfológicas como los afijos de plural, -hen’ y -kye’, y su sistema de conjugación con prefijos y sufijos que representan personas gramaticales con diferentes funciones.
- En cuanto a los adverbios, el weenhayek presenta de un grupo reducido de palabras adverbiales libres, tales como: ’athaanah ‘ahora’, ’ijwaalanah ‘hoy, este día’, etc.
- El idioma presenta, además, un conjunto de conjunciones, coordinantes, tales como wet 'y', wok 'o', y subordinantes, tales como tá 'subordinador de realis' y kyek 'subordinador de irrealis'.
- En cuanto a las interjecciones, hay algunas que son de uso exclusivo de mujeres, como ’ahiih ‘sentimiento, satisfacción, pesar’, y otras que son usadas solo por hombres, como ’ahíi’ya’ ‘lamento, sorpresa o compasión’.

### Morfología
En cuanto a las características morfológicas del weenhayek, se puede señalar lo siguiente (Alvarsson y Claesson, 2012):
- El weenhayek es una lengua aglutinante y polisintética. Con inclusión de sujetos y complementos, los verbos pueden formar oraciones de gran complejidad morfológica.
- La marcación de número en los nombres es una característica sobresaliente en la morfología del weenhayek. El número plural se construye mediante la sufijación de una serie de morfemas. Como señalan Alvarsson y Claesson (2012), no hay reglas estrictas para la aplicación de estos sufijos y, en general, no es posible predecir cuál es la forma plural de una palabra. Muchos sustantivos tienen formas plurales en -s (-s, -as, -es, -is), especialmente si se trata de cosas y especies de la naturaleza, designaciones y pertenencias de personas, utensilios, partes del cuerpo y conceptos abstractos, como por ejemplo: ’ijwaala’ 'sol', ’ijwaalas 'soles', maahse’ 'mozo', maahses 'mozos'. Muchos sustantivos forman también el plural con el sufijo -lis. Estos no difieren semánticamente del grupo anterior, aunque esta parece ser la forma más usada para nombres de animales, como p.ej. ’aalhu’ 'iguana', ’aalhulis 'iguanas', ’imaawoh 'zorro', ’imaawolis 'zorros'. Algunos sustantivos tienen formas plurales que terminan en -hàyh, -hayh, -heyh, -hoyh, -huyh. Esto se observa en sustantivos que terminan por -ek o -wej, como p.ej. ’nolheenek 'obra', ’nolheenhayh 'obras', kyowej 'pozo', kyowhaayh 'pozos'. Otra forma de plural se construye con -lh, -elh, -ilh. En este grupo hay muchos nombres de partes del cuerpo, designaciones de personas, productos fabricados, especies, cosas y fenómenos de la naturaleza, como p.ej. ’noonhus 'nariz', ’oonhuselh 'narices', qates 'estrella', qateetselh 'estrellas'.
- Los sustantivos en weenhayek se pueden clasificar, según el grado de alienabilidad, en sustantivos absolutos o alienables, representados típicamente por nombres que refieren a seres humanos, fenómenos de la naturaleza, animales, plantas y utensilios; y sustantivos dependientes o inalienables, que aluden, por lo general, a partes del cuerpo y relaciones de parentesco. También se distingue una clase de sustantivos abstractos, derivados de verbos, sustantivos o palabras de propiedades, que constituyen una subcategoría dentro de los sustantivos dependientes. Muchos de ellos se forman a partir de la sufijación del nominalizador -hayaj (-hyaj, -yaj), por ejemplo: *qalelhàt 'aclarar', ’noo-qalelht-hayaj 'aclaración', ’is 'bueno', ’noo-’is-yaj 'bondad'.
- El weenhayek presenta un sistema deíctico/demostrativo complejo que se expresa mayormente a través de sufijos en los nominales. Pueden indicar propiedades permanentes, como formas, o características ocasionales, como postura, ubicación, distancia, movimiento, presencia, ausencia y visibilidad. Por ejemplo, el deíctico -nah indica la proximidad de un objeto en relación con el hablante, así ’imaak-nah ‘esta cosa’ señala un objeto que el hablante tiene consigo o que toca con la mano; el deíctico -nih indica un objeto de forma extendida verticalmente, inmóvil o acercándose, p.ej. ’asiinàj-nih ‘ese perro (parado)’, ’ijwaala-nih ‘aquel día que viene’.
- En cuanto a la morfología verbal, los componentes que pueden afijarse al verbo son los prefijos de sujetos, p.ej. ’o-nek ‘1.S-venir’, sufijos de plural, p.ej. -hen’ en la-màà-hen’ '2-dormir-PL', marcadores de complementos, complementos pronominales, p.ej. el marcador de objeto ’aa '2.O' en ’o-’aa’-’yaj ‘(yo) te pego’, morfemas reflexivos, p.ej. 'aa '2REFL' en ’aa-la-lej '(tú) te lavas, modificadores de significado, sustantivos, negaciones, marcadores de tiempo y aspecto y marcas de evidencialidad.

### Sintaxis
En cuanto a las características sintácticas del weenhayek, se puede señalar lo siguiente (Alvarsson y Claesson, 2012):
- En el weenhayek, el orden básico parece ser uno en el que el sujeto precede al verbo transitivo y el complemento ocupa la primera posición tras el verbo. Si el verbo es intransitivo, el orden básico parece ser VS (verbo-sujeto). Sin embargo, ello no siempre se cumple y, además, no hay reglas en la lengua que hagan posible una identificación segura entre sustantivos externos y afijos internos. La interpretación de los roles de los complementos depende, en parte, de factores circunstanciales y semánticos. En (2), por ejemplo, la forma verbal transitiva yaakyâje ‘lo/la entrega a él/ella’ aparece completada con dos sustantivos externos. Uno de ellos se relaciona con el marcador direccional -e. Podemos preferir una u otra interpretación como más natural, pero la estructura no aclara si el niño fue entregado al cacique o el cacique al niño.

| (2) | Lhaamelh                                                            | yaakyâj-e       | ha’nààjwaj | niyaat  |
|     | PRO:3PL                                                             | 3S.entregar-DIR | niño       | cacique |
|     | ‘Ellos entregaron el niño al cacique.’ (Alvarsson y Claesson, 2012) |                 |            |         |

- Como el idioma no presenta verbos auxiliares, para expresar modalidades, como necesidad, obligación, deseo y posibilidad, se emplean verbos complementados con cláusulas subordinadas, como en (3a y 3b):

| (3a) | T’uhlà                                                                     | kyek    | ’o-yik.  |
|      | 3.S.OBLG                                                                   | CNJ:IRR | 1.S-irse |
|      | ‘Tengo que (debo) irme.’ (Es necesario que …) (Alvarsson y Claesson, 2012) |         |          |

| (3b) | ’I-wóoye                                                      | kyek    | ’o-yik.  |
|      | 3.S-PSB                                                       | CNJ:IRR | 1.S-irse |
|      | ‘Puedo irme.’ (Es posible que …) (Alvarsson y Claesson, 2012) |         |          |

- El weenhayek presenta marcas evidenciales que se combinan con marcadores temporales, como en (4), para indicar que el hablante no es testigo del evento descrito. Sin los marcadores evidenciales, los marcadores temporales describen entonces una acción vista o presenciada.

| (4) | nààm-p’an-te                                   | ’atsiinha’ |
|     | venir-ENV-PAS.REM                              | mujer      |
|     | ‘Vino una mujer.' (Alvarsson y Claesson, 2012) |            |

- En el weenhayek, se hace uso de las conjunciones tà (tàj) y kyek para introducir dieferentes tipos de cláusulas subordinadas, lo que a veces puede dar lugar a ambigüedad. Por ejemplo, en (5a), la conjunción puede tener un significado temporal o causal; y en (5b), un significado temporal o condicional.

| (5a) | Tà                                                                                 | nààm      | wet | ’o-’aqààj-lhih.   |
|      | CNJ:REAL                                                                           | 3.S.venir | y   | 1.S-alegrarse-ITE |
|      | ‘Cuando vino, me alegré.’ / ‘Ya que vino, me alegré.’ (Alvarsson y Claesson, 2012) |           |     |                   |

| (5b) | Kyek                                                                                 | nààm      | wet | ’o-’aqààj-i-lhi-nah.      |
|      | CNJ:IRR                                                                              | 3.S.venir | y   | 1.S-alegrarse-IRR-ITE-FUT |
|      | ‘Cuando venga, me alegraré.’ / ‘Si viene, me alegraré.’ (Alvarsson y Claesson, 2012) |           |     |                           |

- En el weenhayek, ocurre el fenómeno de incorporación de sustantivos en verbos. Sobre todo los verbos que significan 'hacer' son propensos a la incorporación de sustantivos, como en (6):

| (6) | ’i-wóo-ye     | la-qaathatkyà’   | → | ’i-wo-la-qaathatkyâ-ya’                                       |
|     | 3.S-hacer-APL | 3.POS-sacrificio |   | 3.S-hacer-3.POS-sacrificio-APL                                |
|     |               |                  |   | ‘hace su sacrificio (sacrifica)’ (Alvarsson y Claesson, 2012) |

## Dialectos
El idioma wichí no ha sido estudiado extensamente y los investigadores no se ponen de acuerdo en cuanto al número de dialectos. Por lo general se distinguen dos dialectos principales según la ubicación geográfica: el del Pilcomayo y el del Bermejo. Dentro de cada uno de ellos se distinguen dos variedades: los phomlheley (arribeños) y los chomlheley (abajeños), configurando los cuatro dialectos que generalmente se atribuyen al idioma wichí.
Antonio Tovar en 1984 mencionó la existencias de tres variedades dialectales principales:
- Wichí lhamtés vejoz, llamado también mataco vejoz, vejós o arribeño del Bermejo, hablado en la zona entre Tartagal y el río Bermejo en Salta y áreas vecinas de Chaco y Formosa. Corresponde a la parcialidad tahileley o montaraces;
- Wichí lhamtés güisnay, llamado también wiznay o abajeño del Pilcomayo, hablado en la ribera sur del río Pilcomayo en las provincias de Salta y Formosa. Corresponde a la parcialidad tewokleléy o gente del río;
- Wichí lhamtés nocten, llamado también oktenai o arribeño del Pilcomayo, corresponde a la parcialidad weenhayek y es hablado en la región boliviana de Yacuiba, Villa Montes y Crevaux, y en la zona de Tartagal en Salta.

El dialecto del Teuco o abajeño del Bermejo fue señalado por Ana Gerzenstein en 1991 para el área a la vera del río Bermejo o Teuco.